# Lloyd Anoaʻi
Lloyd Anoaʻi (ur. 7 maja 1971 w Allentown, Pensylwania) – amerykański wrestler i menedżer wrestlingowy pochodzenia samoańskiego. Występował w federacji World Wrestling Federation (WWF) pod pseudonimami ringowymi  jako Tahitian Savage, Fred Williams i Lloyd Lanui oraz w Extreme Championship Wrestling (ECW) jako L.A. Smooth.

## Kariera
Wrestling trenował pod okiem swojego wujka Siki Anoaʻi, a jako wrestler zadebiutował w 1987. Od 1991 występował w federacjach niezależnych, a w 1992 rozpoczął występy w Extreme Championship Wresling. W 1994 pojawił się w World Wrestling Federation, a następnie trafił do portorykańskiej federacji World Wrestling Council (WWC) gdzie występował w tag teamie z Mohammedem Husseinem i z którym udało mu się sięgnąć po mistrzostwo WWC Tag Team Championship w 1994.
W połowie lat 90. nadal występował w World Wrestling Federation pod różnymi pseudonimami, jednak nigdy nie zdobył żadnego mistrzostwa w tej promocji. W 1996 i 1997 pojawiał się w Extreme Championship Wrestling jednak i w tej promocji nie zdobył żadnego mistrzostwa – w tym samym czasie walczył również w federacjach niezależnych jako Headshrinker Alofa i Headshrinker Ruopa, głównie w tag teamie The Headshrinkers z Samu. Od 2001 regularnie zaliczał występy w World Wrestling Council i jeszcze czterokrotnie zdobywał WWC Tag Team Championship z różnymi tag team partnerami. Był również trenerem wrestlingu w szkółce Wild Samoan Training Center.
Od 2003 występuje na scenie niezależnej pod różnymi pseudonimami m.in. ponownie w World Wrestling Council, a następnie w katarskiej promocji Qatar Pro Wrestling i w europejskich federacjach niezależnych.

### Tytuły i osiągnięcia
- European Wrestling Association
  - EWA Intercontinental Championship (1 raz)
- Eastern Wrestling Federation/Hardaway Wrestling
  - EWF/HW Tag Team Championship (1 raz) – z Headshrinkerem Samu
- Independent Superstars of Pro Wrestling
  - ISPW Tag Team Championship (1 raz) – z Headshrinkerem Samu
- New Horizon Pro Wrestling
  - NHPW Hybrid Championship (1 raz)
- Qatar Pro Wrestling
  - QPW Championship (1 raz)
  - QPW Souq Waqif Championship (1 raz)
- World Wrestling Council
  - WWC World Tag Team Championship (9 razy) – z Mohammedem Husseinem (3 razy), Islander Kuhio (1 raz), Tahitian Princem (1 raz), Viperem (1 raz) i Afą Jr. (3 razy[7][8])
- World Wrestling Professionals
  - WWP World Tag Team Championship (1 raz) – z Afą Jr.
- World Xtreme Wrestling
  - WXW Tag Team Championship (4 razy) – z Mattem E. Smalls (3 razy) i Afą Jr. (1 raz)
- Pro Wrestling Illustrated
  - Sklasyfikowany na 311. miejscu wśród 500 najlepszych wrestlerów w rankingu PWI 500 w 2001 roku.

## Życie prywatne i inne media
Jest synem Afy Anoaʻi Sr. – samoańskiego wrestlera znanego z występów w tag teamie The Wild Samoans – przez to należy również do rodziny zawodowych zapaśników – Anoaʻi. W 2008 pojawił się w roli cameo w filmie pt. Zapaśnik u boku Mickey Rourke’a oraz w reklamie napoju Brisk Tea będącej zwiastunem filmu Szybcy i wściekli: Hobbs i Shaw u boku swoich kuzynów: Dwayne’a The Rocka Johnsona i Romana Reignsa.